# Дубрава (Стон)
42°53′ пн. ш. 17°30′ сх. д. / 42.88° пн. ш. 17.50° сх. д.
Дубрава (хорв. Dubrava) — населений пункт у Хорватії, у Дубровницько-Неретванській жупанії у складі громади Стон.

## Населення
Населення за даними перепису 2011 року становило 133 осіб.
Динаміка чисельності населення поселення: